# Episodi di Outlander (settima stagione)
La settima stagione della serie televisiva Outlander, composta da sedici episodi, è stata trasmessa sul canale statunitense Starz in due parti separate: la prima metà della stagione è andata in onda dal 16 giugno all'11 agosto 2023, mentre la seconda metà è andata in onda dal 22 novembre 2024 al 17 gennaio 2025.
Anche in Italia la stagione è stata trasmessa sul canale satellitare Sky Serie in due parti separate: la prima metà della stagione è andata in onda dal 19 luglio al 9 agosto 2023, mentre la seconda metà dal 14 dicembre 2024 al 1º febbraio 2025. L'ottavo episodio è stato trasmesso in anteprima mondiale il 9 agosto 2023.
Il cast principale di questa stagione è formato da: Caitríona Balfe, Sam Heughan, Sophie Skelton, Richard Rankin, John Bell, Mark Lewis Jones, Chris Larkin, David Berry, Charles Vandervaart, Caitlin O'Ryan. Graham McTavish, Lotte Verbeek, Steven Cree, Dominique Pinon e Nell Hudson ricompaiono come guest star.
| nº            | Titolo originale                     | Titolo italiano                  | Prima TV USA     | Prima TV Italia  |
| Prima parte   | Prima parte                          | Prima parte                      | Prima parte      | Prima parte      |
| ------------- | ------------------------------------ | -------------------------------- | ---------------- | ---------------- |
| 1             | A Life Well Lost                     | Una vita perduta                 | 16 giugno 2023   | 19 luglio 2023   |
| 2             | The Happiest Place on Earth          | Il posto più felice sulla Terra  | 23 giugno 2023   | 19 luglio 2023   |
| 3             | Death Be Not Proud                   | Morte, non andar fiera           | 30 giugno 2023   | 26 luglio 2023   |
| 4             | A Most Uncomfortable Woman           | Una donna non facile             | 7 luglio 2023    | 26 luglio 2023   |
| 5             | Singapore                            | Singapore                        | 14 luglio 2023   | 2 agosto 2023    |
| 6             | Where the Waters Meet                | Dove si incontrano le acque      | 21 luglio 2023   | 2 agosto 2023    |
| 7             | A Practical Guide for Time-Travelers | La guida per viaggiare nel tempo | 28 luglio 2023   | 9 agosto 2023    |
| 8             | Turning Points                       | Punti di svolta                  | 11 agosto 2023   | 9 agosto 2023    |
| Seconda parte |                                      |                                  |                  |                  |
| 9             | Unfinished Business                  | Questioni in sospeso             | 22 novembre 2024 | 14 dicembre 2024 |
| 10            | Brotherly Love                       | Amore fraterno                   | 29 novembre 2024 | 21 dicembre 2024 |
| 11            | A Hundredweight of Stones            | Cinquanta chilogrammi di pietre  | 6 dicembre 2024  | 28 dicembre 2024 |
| 12            | Carnal Knowledge                     | Conoscenza carnale               | 13 dicembre 2024 | 4 gennaio 2025   |
| 13            | Hello, Goodbye                       | Ciao, addio                      | 20 dicembre 2024 | 11 gennaio 2025  |
| 14            | Ye Dinna Get Used to It              | Non ci si fa l'abitudine         | 27 dicembre 2024 | 18 gennaio 2025  |
| 15            | Written in My Own Heart's Blood      | Scritto nel mio stesso sangue    | 3 gennaio 2025   | 25 gennaio 2025  |
| 16            | A Hundred Thousand Angels            | Centomila angeli                 | 17 gennaio 2025  | 1º febbraio 2025 |

## Una vita perduta
- Titolo originale: A Life Well Lost
- Diretto da: Lisa Clarke
- Scritto da: Danielle Berrow

### Trama
- Durata: 56 minuti
- Guest star: Brennan Martin (Wendigo Donner), Robin Laing (Maggiore Donald MacDonald), Andrew e Matthew Adair (Jemmy MacKenzie), Sarah Finigan (Sadie Ferguson), Katie Redford (Margit), Liza Sadovy (Maisie Tolliver), Iain MacRae (Reverendo McMillan), Reanne Farley (Elizabeth Martin), Eugene O'Hare (Governatore Josiah Martin), Harri Pitches (Tenente Tate), John McGeachie (Giubba rossa), Ali Watt (Coscritto).
- Ascolti USA: telespettatori 387 000 – rating 18-49 anni 0,02%[6]

## Il posto più felice sulla Terra
- Titolo originale: The Happiest Place on Earth
- Diretto da: Lisa Clarke
- Scritto da: Toni Graphia

### Trama
- Durata: 57 minuti
- Guest star: Paul Gorman (Josiah/Keziah Beardsley), Sarah Collier (Murdina Bug), Hugh Ross (Arch Bug), Andrew e Matthew Adair (Jemmy MacKenzie), Jessica Reynolds (Malva Christie), Alexander Vlahos (Allan Christie), Brennan Martin (Wendigo Donner), Jack Simpson (Malvivente).
- Ascolti USA: telespettatori 301 000 – rating 18-49 anni 0,01%[7]

## Morte, non andar fiera
- Titolo originale: Death Be Not Proud
- Diretto da: Jacquie Gould
- Scritto da: Tyler English-Beckwith

### Trama
- Durata: 57 minuti
- Guest star: Paul Gorman (Josiah/Keziah Beardsley), Sarah Collier (Murdina Bug), Hugh Ross (Arch Bug), Andrew e Matthew Adair (Jemmy MacKenzie), Iona Claire (Fiona Graham Buchan), Ciaron Kelly (Ernie Buchan), Brennan Martin (Wendigo Donner), Shakara Rose Carter (Agente immobiliare), Paul Donnelly (Ronnie Sinclair), Jack Tarlton (Kenny Lindsay), Gary Lamont (Evan Lindsay), Antony Byrne (Hiram Crombie).
- Ascolti USA: telespettatori 237 000 – rating 18-49 anni 0,02%[8]

## Una donna non facile
- Titolo originale: A Most Uncomfortable Woman
- Diretto da: Jacquie Gould
- Scritto da: Marque Franklin-Williams

### Trama
- Durata: 57 minuti
- Guest star: Izzy Meikle-Small (Rachel Hunter), Joey Phillips (Dott. Denzell Hunter), Harry Jarvis (Henry Grey), James Weber Brown (Cornelius Harnett), Blake Johnston Miller (Jemmy MacKenzie), Rosa Morris (Mandy MacKenzie), Ben Lambert (Capitano Richardson), Euan Macnaughton (Ross Campbell), Angus Yellowlees (Rodham), Kim McGarrity (Lydia), David Hepburn (Giubba rossa di alto rango), Graham MacKay-Bruce (Impresario).
- Ascolti USA: telespettatori 441 000 – rating 18-49 anni 0,06%[9]

## Singapore
- Titolo originale: Singapore
- Diretto da: Tracey Deer
- Scritto da: Taylor Mallory

### Trama
- Durata: 57 minuti
- Guest star: Izzy Meikle-Small (Rachel Hunter), Joey Phillips (Dott. Denzell Hunter), Blake Johnston Miller (Jemmy MacKenzie), Rosa Morris (Mandy MacKenzie), Chris Fulton (Rob Cameron), Tobi Bakare (Walter Woodcock), Daniel Gosling (Tenente Stactoe), Cameron Anderson (Maggiore Generale St. Clair), Olivier Raynal (Brigadiere Generale Fermoy), Alex Morgan (Aiutante di campo), Euan Macnaughton (Ross Campbell), Cameron Fulton (Andy Pfeiffer), Brad Morrison (Craig Dowd), Morgan Holmstrom (Wahionhaweh/Emily), Nikosis Sakihaw Kingfisher (Lucertola più veloce/Ian James), Daren Elliott Holmes (Antioch Johnson), Donna Williams (Sig.ra Johnson), Gemma McElhinney (Sig.ra Raven), Emma Hindle (Sig.ra Wellman), Bradley Connell (Tommy Wellman).
- Ascolti USA: telespettatori 325 000 – rating 18-49 anni 0,02%[10]

## Dove si incontrano le acque
- Titolo originale: Where the Waters Meet
- Diretto da: Tracey Deer
- Scritto da: Sarah H. Haught

### Trama
- Durata: 50 minuti
- Guest star: Izzy Meikle-Small (Rachel Hunter), Joey Phillips (Dott. Denzell Hunter), Blake Johnston Miller (Jemmy MacKenzie), Diarmaid Murtagh (William "Buck" MacKenzie), Chris Fulton (Rob Cameron), Angus Macfadyen (Brigadiere Generale Simon Fraser), Ben Lambert (Capitano Richardson), Henry Ashton (Tenente Sandy Hammond), Tobi Bakare (Walter Woodcock), Barry O'Connor (Colonnello Daniel Morgan), Kevin Lennon (Lionel Menzies), Josh Morrison (Bobby Hurragh), Fiona Knowles (Sig.ra Stewart), Michael Barker (Soldato), Gemma McElhinney (Sig.ra Raven), Emma Hindle (Sig.ra Wellman), Bradley Connell (Tommy Wellman), Caroline McKeown (Giovane madre).
- Ascolti USA: telespettatori 332 000 – rating 18-49 anni 0,02%[11]

## La guida per viaggiare nel tempo
- Titolo originale: A Practical Guide for Time-Travelers
- Diretto da: Joss Agnew
- Scritto da: Margot Ye

### Trama
- Durata: 52 minuti
- Guest star: Diarmaid Murtagh (William "Buck" MacKenzie), Chris Fulton (Rob Cameron), Blake Johnston-Miller (Jemmy MacKenzie), Rosa Morris (Mandy MacKenzie), Angus Macfadyen (Brigadiere Generale Simon Fraser), Ben Lambert (Capitano Richardson), Henry Ashton (Tenente Sandy Hammond), Mark Frost (Maggiore Generale John Burgoyne), Adam Astill (Colonnello Grant), Stefan Willi Wang (General Barone Friedrich von Riedesel), Felix Uff (Capitano Sir Francis Clerke), Johannes Schreiber (Gruenwald), Euan Stamper (Soldato Taft).
- Ascolti USA: telespettatori 380 000 – rating 18-49 anni 0,03%[12]

## Punti di svolta
- Titolo originale: Turning Points
- Diretto da: Joss Agnew
- Scritto da: Luke Schelhaas

### Trama
- Durata: 56 minuti
- Guest star: Izzy Meikle-Small (Rachel Hunter), Joey Phillips (Dott. Denzell Hunter), Hugh Ross (Arch Bug), Diarmaid Murtagh (William "Buck" MacKenzie), Rosa Morris (Mandy MacKenzie), Barry O'Connor (Colonnello Daniel Morgan), Angus Macfadyen (Brigadiere Generale Simon Fraser), Rod Hallett (Maggiore Generale Benedict Arnold), Ged Simmons (Maggiore Generale Horatio Gates), Adam Astill (Colonnello Grant), Fraser Bryson (Tim Murphy), Ben Standish (Stendardo britannico/voce), Clare Gray (Madre), Harvey Calderwood (Ragazzino).
- Ascolti USA: telespettatori 334 000 – rating 18-49 anni 0,02%[13]

## Questioni in sospeso
- Titolo originale: Unfinished Business
- Diretto da: Stewart Svaasand
- Scritto da: Barbara Stepansky

### Trama
- Durata: 56 minuti
- Special guest star: Lotte Verbeek (Geillis Duncan), Nell Hudson (Laoghaire MacKenzie Fraser).
- Guest star: Diarmaid Murtagh (William "Buck" MacKenzie), Rosa Morris (Mandy MacKenzie), Steven Cree (Ian Murray), Kristin Atherton (Jenny Murray), Andrew Whipp (Brian Fraser), Layla Burns (Joan MacKimmie), Sandy Jack (Joey Boswell Murray), Angus Miller (Michael Murray), Sophia McLean (Margaret Murray Lyle), Adam McNamara (John Murray), Conor McCarry (Jamie Murray), Orla Russell (Angelica Lyle).
- Ascolti USA: telespettatori 279 000 – rating 18-49 anni 0,02%[14]

## Amore fraterno
- Titolo originale: Brotherly Love
- Diretto da: Stewart Svaasand
- Scritto da: Luke Schelhaas

### Trama
- Durata: 56 minuti
- Special guest star: Graham McTavish (Dougal MacKenzie), Lotte Verbeek (Geillis Duncan).
- Guest star: Izzy Meikle-Small (Rachel Hunter), Joey Phillips (Dott. Denzell Hunter), Hugh Ross (Arch Bug), Harry Jarvis (Henry Grey), Gloria Obianyo (Mercy Woodcock), Steven Cree (Ian Murray), Kristin Atherton (Jenny Murray), Adam McNamara (John Murray), Gabriel Calderwood (Ian Murray da giovane nel 1729), Ethan Thorn (Jamie Fraser da giovane nel 1729), Ben Lambert (Capitano Richardson), Angus Kennedy (Amias Ratliff), Diarmaid Murtagh (William "Buck" MacKenzie), Sutara Gayle (sig.ra Figg), Lucinda Dryzek (Sissy Bertram), Paul Sparkes (Capitano Morse), Jamie Richard-Stewart (capitano delle giubbe rosse).
- Ascolti USA: telespettatori 222 000 – rating 18-49 anni 0,01%[15]

## Cinquanta chilogrammi di pietre
- Titolo originale: A Hundredweight of Stones
- Diretto da: Lisa Clarke
- Scritto da: Sarah H. Haught

### Trama
- Durata: 56 minuti
- Guest star: Izzy Meikle-Small (Rachel Hunter), Diarmaid Murtagh (William "Buck" MacKenzie), Rosa Morris (Mandy MacKenzie), Ben Lambert (Capitano Richardson), Chris Fulton (Rob Cameron), Harry Jarvis (Henry Grey), Gloria Obianyo (Mercy Woodcock), Sutara Gayle (sig.ra Figg), Christine Steel (Peggy Chew), John McQuiston (contadino), Connor Byrne (Cumberpatch), Jamie Newall (Reverendo Corey), Andrew Gourlay (tenente delle giubbe rosse).
- Ascolti USA: telespettatori

## Conoscenza carnale
- Titolo originale: Carnal Knowledge
- Diretto da: Lisa Clarke
- Scritto da: Toni Graphia

### Trama
- Durata: 55 minuti
- Guest star: Izzy Meikle-Small (Rachel Hunter), Joey Phillips (Dott. Denzell Hunter), Silvia Presente (Arabella /  Jane), Sutara Gayle (sig.ra Figg), Barry O'Connor (Colonnello Daniel Morgan), Gary Fannin (Generale George Washington), Ben Freeman (caporalmaggiore Jethro Woodbine), Michael Dylan (uomo con gli occhiali), Anthony Howell (Colonnello Watson Smith), Adam Jackson-Smith (Capitano Harkness), Joe Rising (Capitano Baines), Gillian Kirkpatrick (maîtresse Madge).
- Ascolti USA: telespettatori 246 000 – rating 18-49 anni 0,01%[16]

## Ciao, addio
- Titolo originale: Hello, Goodbye
- Diretto da: Jan Matthys
- Scritto da: Madeline Brestal e Evan McGahey

### Trama
- Durata: 55 minuti
- Guest star: Izzy Meikle-Small (Rachel Hunter), Joey Phillips (Dott. Denzell Hunter), Gloria Obianyo (Mercy Woodcock), Harry Jarvis (Henry Grey), Sutara Gayle (sig.ra Figg), Lucinda Dryzek (Sissy Bertram), Diarmaid Murtagh (William "Buck" MacKenzie), Nicholas Ralph (Jerry MacKenzie), Chris Fulton (Rob Cameron), Blake Johnston-Miller (Jemmy MacKenzie), Rosa Morris (Mandy MacKenzie), Iona Claire (Fiona Buchan), Ciaron Kelly (Ernie Buchan), David McGowan (agente Kinley), Hannah Jarrett-Scott (agente Laughlin), Jonathan Kerrigan (Reverendo Peleg Woodsworth), Aaron Connell (pastorello).
- Ascolti USA: telespettatori

## Non ci si fa l'abitudine
- Titolo originale: Ye Dinna Get Used to It
- Diretto da: Jan Matthys
- Scritto da: Diana Gabaldon

### Trama
- Durata: 56 minuti
- Guest star: Izzy Meikle-Small (Rachel Hunter), Silvia Presente (Jane Pocock), Florrie Wilkinson (Fanny Pocock), Sutara Gayle (sig.ra Figg), Gary Fannin (Generale George Washington), Charles Créhange (Marchese di La Fayette), Blake Johnston-Miller (Jemmy Mackenzie), Rosa Morris (Mandy Mackenzie), Chris Fulton (Rob Cameron), Iona Claire (Fiona Buchan), Ciaron Kelly (Ernie Buchan), Ben Lambert (Capitano Richardson), Sam Hoare (Harold "Hal" Grey, conte di Melton), Michael Lindall (Percy Beauchamp), John Whittle (Colonnello Waldron), Martin Oelbermann (Oberst von Schnell), Lion-Russell Baumann (soldato dell'Assia), Chris Porter (Generale Charles Lee), Jonathan Kerrigan (Reverendo Peleg Woodsworth), Hyoie O'Grady (Tenente Judah Bixby), Tom Duncan (Tenente Beautyman), Wilf Scolding (soldato Abraham Shaftstall), Max Pemberton (Charlie Whelan).
- Ascolti USA: telespettatori

## Scritto nel mio stesso sangue
- Titolo originale: Written in My Own Heart's Blood
- Diretto da: Joss Agnew
- Scritto da: Danielle Berrow

### Trama
- Durata: 54 minuti
- Guest star: Izzy Meikle-Small (Rachel Hunter), Joey Phillips (Dott. Denzell Hunter), Diarmaid Murtagh (William "Buck" MacKenzie), Florrie Wilkinson (Frances "Fanny" Pocock), Ben Cura (Capitano Jared Leckie), Blake Johnston-Miller (Jemmy MacKenzie), Rosa Morris (Mandy MacKenzie), Andrew Whipp (Brian Fraser), Martin Oelbermann (Oberst von Schnell), Jonathan Kerrigan (Reverendo Peleg Woodsworth), Hyoie O'Grady (Tenente Judah Bixby), Wilf Scolding (soldato Abraham Shaftstall), Max Pemberton (Charlie Whelan).
- Ascolti USA: telespettatori

## Centomila angeli
- Titolo originale: A Hundred Thousand Angels
- Diretto da: Joss Agnew
- Scritto da: Matthew B. Roberts e Toni Graphia

### Trama
- Durata: 59 minuti
- Guest star: Izzy Meikle-Small (Rachel Hunter), Joey Phillips (Dott. Denzell Hunter), Silvia Presente (Jane Pocock), Florrie Wilkinson (Fanny Pocock), Blake Johnston-Miller (Jemmy Mackenzie), Rosa Morris (Mandy Mackenzie), Andrew Whipp (Brian Fraser), Dominique Pinon (Maestro Raymond), Matthew Durkan (Inquisitore), Lily Rose O'Neill (Jane Pocock da giovane), Helena e Isabelle Edmonstone (Fanny Pocock da giovane).
- Ascolti USA: telespettatori 356 000 – rating 18-49 anni 0,01%[17]